# Monte Antell
El monte Antell (en inglés: Mount Antell) es una montaña rocosa por encima de los 610 m s. n. m. ubicado a medio camino entre la punta Hércules y la punta Bjelland en la costa norte de Georgia del Sur, en el océano Atlántico Sur, cuya soberanía está en disputa entre el Reino Unido el cual las administra como «Territorio Británico de Ultramar de las islas Georgias del Sur y Sandwich del Sur», y la República Argentina que las integra al Departamento Islas del Atlántico Sur, dentro de la Provincia de Tierra del Fuego, Antártida e Islas del Atlántico Sur. Fue examinado por la South Georgia Survey en el período 1951-1957, y nombrado por el Comité Antártico de Lugares Geográficos del Reino Unido por Georg Antell, capataz de la estación de la Compañía Ballenera de Georgia del Sur en el cercano puerto Leith, entre 1913 y 1939.